# Attalea septuagenata
Attalea septuagenata är en enhjärtbladig växtart som beskrevs av Armando Dugand. Attalea septuagenata ingår i släktet Attalea och familjen Arecaceae. IUCN kategoriserar arten globalt som otillräckligt studerad. Inga underarter finns listade i Catalogue of Life.